# Châteauneuf-de-Mazenc
 (septembre 2019).
Châteauneuf-de-Mazenc est une ancienne commune de la Drôme, renommée La Bégude-de-Mazenc en 1894 lors du changement de chef-lieu. C'est un village médiéval établi à mi-coteau d'une colline.

## Toponymie

### Attestations
Dictionnaire topographique du département de la Drôme :
- 1095 : mention de la paroisse : Ecclesia de Castello novo (Urbanus II, Epist. 412).
- 1187 : Castrum Novum Dalmatiensis (cartulaire de Die, 19).
- 1187 : mention de la paroisse : Ecclesia de Castro Novo (cartulaire de Die, 48).
- 1258 : Castrum Novum Dalmacensis (cartulaire de Montélimar, 18).
- XIVe siècle : mention de la paroisse : Capella Castri Novi Damasceni (pouillé de Die).
- 1391 : Chastelneuf de Mesan (choix de doc., 213).
- 1395 : Chastelnou (archives de Montélimar).
- 1396 : Locus Castri Novi de Masenco (archives de la Drôme, E 3326).
- 1399 : mention de la paroisse : Ecclesia Sancti Petri extra muros (archives de la Drôme, E 3332).
- 1400 : Chasteauneuf de Masan (De Coston, notice).
- 1421 : Chasteau Damazan (Duchesne, Comtes de Valentinois, 57).
- 1422 : Castrum Novum Dalmaseni / Castrum Novum Dalmasseni / Castrum Novum Dalmacenni / Castrum Novum de Mazenco (choix de doc., 273, 277, 278).
- 1444 : Locus et mandamentun Castrinovi Dalmatii (archives de la Drôme, E 3326).
- 1449 : mention de la paroisse : Capella Castrinovi Dalmaceni (pouillé hist.).
- 1509 : mention de la paroisse : Ecclesia Beati Petri Castrinovi de Mazenco (vis. épisc.).
- 1516 : mention de la paroisse : Cura Castrinovi Dalmaceni (rôle de décimes).
- 1576 : Chasteauneuf de Mazenc (rôle de décimes).
- 1576 : mention de la paroisse : La cure de Chasteauneuf de Mazeng (ibid.).
- 1580 : Chasteauneuf d'Homazent (archives de la Drôme, E 3868).
- 1614 : Chasteauneuf de Masenc (vis. épisc. de Die).
- 1793 : Neuf Mazenc.
- 1891 : Châteauneuf-de-Mazenc.

## Histoire

### Du Moyen Âge à la Révolution
Le village de Châteauneuf-de-Mazenc est bâti « en écharpe » sur une colline dominant la plaine de Montélimar et dénommée « la Valdaine ». Au sommet de cette colline, s'élevait un château fort qui n'a jamais été un château de résidence, aucun des seigneurs n'ayant habité habituellement le village. Le château a été démoli dans les années 1620. 
Ce village se situe sur une route Nord-Sud assez importante nommée le « grand chemin ferrat », reliant les villes importantes du Nord Dauphiné et Genève à la Provence, évitant les villes sur le Rhône qui prélevaient sur les voyageurs et les marchandises des droits importants. Cette route servait également à la transhumance des troupeaux venant du sud et montant vers le Vercors.
La seigneurie :
- les terres appartiennent à plusieurs seigneurs.
- XIIIe siècle et XIVe siècle : elles sont acquises par les comtes de Valentinois.
- 1292 : les comtes accordent une charte de liberté aux habitants.
- 1419 : la terre devient l'apanage de Lancelot, bâtard de Poitiers qui la transmet à ses héritiers.
- 1498 : elle est vendue aux Vesc de Grimaud.
- 1554 : passe aux (d') Agoult (par mariage).
- 1602 : vendue aux Renard (magistrats de Grenoble[réf. nécessaire]).
- 1616 : cédée aux Marcel-Blaïn.
- 1619 : recouvrée par les Renard.
- 1630 : passe (par mariage) aux (d') Yse (de Rosans, magistrats de Grenoble[réf. nécessaire]).
  - Son dernier représentant, M. de Piolenc, en faillite et saisi, est obligé de vendre à M. de Ravel des Crottes qui établit sa résidence au château situé à la Bégude[réf. nécessaire].
- 1769 : vendue aux Ravel des Crottes, ses derniers seigneurs.

Fin XIVe siècle : pendant la Guerre de Cent Ans, la première église est rasée par les troupes de Raymond de Turenne. A cette époque, les troupes, désœuvrées pendant les trêves hivernales ou les longues trêves entre les épisodes de guerre, commettaient plus de ravages que la guerre elle-même. Ces « capitaines avec leurs hommes », n'étant plus soldés pendant « la paix », se payaient sur l'habitant et en profitaient pour régler des affaires personnelles. C'était l'époque des grandes compagnies.
Début du XVe siècle : une nouvelle église est érigée sur des terrains appartenant pour partie aux Hospitaliers de Saint-Jean de Jérusalem (Le Poët-Laval) et à divers particuliers. Le 29 juillet 1399, Jacques Bedot, prieur de Gigors (prieuré clunisien situé au nord de Crest), official de Jehan de Poitiers (évêque de Valence et de Die), autorise sa construction sous réserve de réemployer les pierres de l'ancienne église, les autels et les fonts baptismaux. 
XVIe siècle et XVIIe siècle : De tout temps, dans la plaine, un habitat dispersé a existé, permettant l'agriculture et surtout l'élevage des moutons qui fournissait la matière première (la laine) à l’artisanat. La taille du bétail dénombre 1 718 brebis en 1560 et 1 600 en 1655. Les  XVIe et XVIIe siècles furent les siècles des drapiers, cardeurs de laine, foulonniers ou parandiers dans leurs moulins. Les draps étaient de fabrication assez fruste (la sarge ou sargette). Il n'y avait par exemple aucun teinturier, pas plus ici qu'à Dieulefit ou à Taulignan. Cet artisanat déclinera au début du XVIIIe siècle, la clientèle devenant plus exigeante quant à la qualité. Il sera remplacé par la sériciculture et par le développement de l'agriculture. Dès le début du XVIIe siècle; dans les actes des notaires, on constate la plantation de mûriers dont la valeur marchande des feuilles parait très élevée.
Après les guerres de religion, les murailles ceinturant le village furent de moins en moins entretenues, finissant par ne plus l'être du tout. Cet entretien incombant au Seigneur, et financé par l'impôt du vingtain, va conduire en partie à un procès que les habitants intentent contre leur seigneur en 1697 et 1699, procès qu'ils perdront en première instance à Grenoble et en appel à Aix-en-Provence. Cet épisode laissera pour longtemps (jusqu’à la Révolution) aux habitants un ressentiment à l'encontre de leur seigneur.
Au début du XVIIIe siècle, les feuilles d’impôts de la capitation permettent d'estimer la population entre 800 et 900 habitants. Cette dernière s'élèvera jusqu’à 1 800 habitants au XIXe. Elle doit se situer aujourd’hui autour de 1 400 habitants.
En 1744, la population de Châteauneuf-de-Mazenc est de 740 âmes.
En 1759, il y a 210 familles.
Avant 1790, Châteauneuf-de-Mazenc était une communauté de l'élection, subdélégation et sénéchaussée de Montélimar, formant une paroisse du diocèse de Die dont l'église était dédiée à saint Pierre-ès-Liens, et dont les dîmes appartenaient, partie au prieur de Saint-Marcel-de-Sauzet, partie à l'ordre de Malte, partie au prieur de Notre-Dame-d'Andéa, de Grane, en sa qualité de recteur de la chapelle de Saint-Maurice, et partie aux pauvres du lieu.
- Les dîmes étaient réparties entre les prieurs de Saint-Marcel-lès-Sauzet, les Hospitaliers de Saint-Jean de Jérusalem, les prieurs de Notre-Dame-d’Andéat à Grâne et les pauvres. Cette dernière partie de dîme, appelée « bail de la charité », était versée en nature (blé, mescle, vin, etc.)? Le restant était converti en monnaie par un décimateur qui avait une « gérance » appelée « arrantement de la dîme ».

#### La Bégude
La Bégude était un hameau de Châteauneuf, situé au bord du Jabron, au carrefour de cette route Nord-Sud et de la route Montélimar-Dieulefit : 
- Ce hameau prit de plus en plus d’importance grâce aux activités dues à la rivière : les moulins, tannerie, une auberge, de bonnes terres cultivables et irriguées.
- Le franchissement de la rivière se faisait tantôt par un pont souvent par le gué.
- Au Moyen Âge, la famille de Saint-Féréol y avait fait bâtir le château du Mas, que nous voyons encore de nos jours et qui connaîtra son heure de gloire au début du XXe siècle en devenant la propriété du Président de la République Émile Loubet en 1903. Ce château qui n'était pas le château seigneurial est acheté en 1665 par François d'Yse de Rosans, baron et seigneur de Châteauneuf, à Benjamen de Saint-Féréol, seigneur du Mas, dont la famille avait quitté la Bégude et son château depuis le début du siècle pour s'établir à Montélimar.

Au XVIIIe siècle, le hameau de la Bégude continue de se développer. Le château du Mas est réhabilité après son achat de 1665. Au début du XVIIIe siècle, des aménagements intérieurs, correspondant aux normes de confort de l'époque, remplacent les trois grandes pièces voûtées médiévales du rez-de-chaussée par des appartements, l'étage n'étant pas aménagé, avec très peu d'ouvertures (décrit par l’inventaire réalisé lors de l’achat par François II d’Yse de Rosans). Malgré ces aménagements, le château est resté dans ses murs et ses quatre tours du Moyen Âge. Les façades est et ouest, les « communs » et la chapelle aujourd'hui disparue datent de ce XVIIIe siècle. À l’époque romantique, la façade sud du château a été profondément remaniée avec ses créneaux, le percement d'une fenêtre centrale avec son balcon, son fronton, etc..

### De la Révolution à nos jours
En 1790, Châteauneuf-de-Mazenc devint le chef-lieu d'un canton du district de Montélimar, comprenant Aleyrac, la Bâtie-Rolland, Châteauneuf-de-Mazenc, Espeluche, Portes, Rochefort, Souspierre et la Touche. La réorganisation de
l'an VIII [1800] en a fait une simple commune du canton de Dieulefit.
XIXe siècle : l’agriculture et les trois usines de moulinage font la fortune du village.
En 1866, le village de Châteauneuf comptait 125 maisons habitées, c'était un agglomérat de maisons, uniquement accessibles par d'étroites ruelles. Actuellement, il resterait environ 80 maisons habitées dans Châteauneuf.
Le XIXe siècle voit s’amplifier la désertion de Châteauneuf. Par commodité, les habitants de la commune s’installent dans le hameau de la Bégude qui se développe. Tant et si bien qu’en 1894, après des dizaines d'années tumultueuses, l’ancien hameau de La Bégude se voit consacré chef-lieu de la commune qui prendra un nouveau nom alliant celui du hameau à celui de l’ancien village : La Bégude de Mazenc.

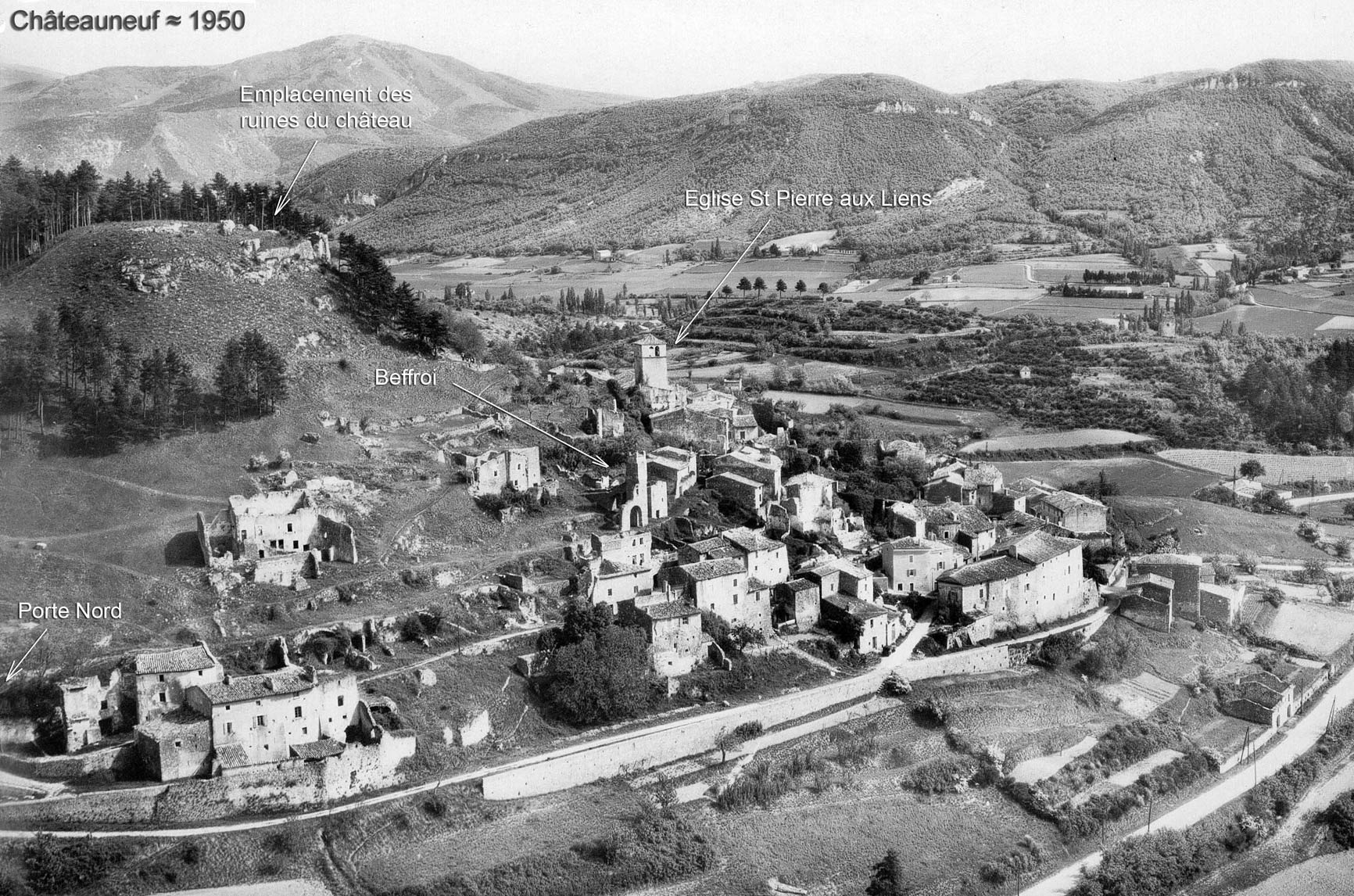
Châteauneuf en 1950.

## Lieux et monuments

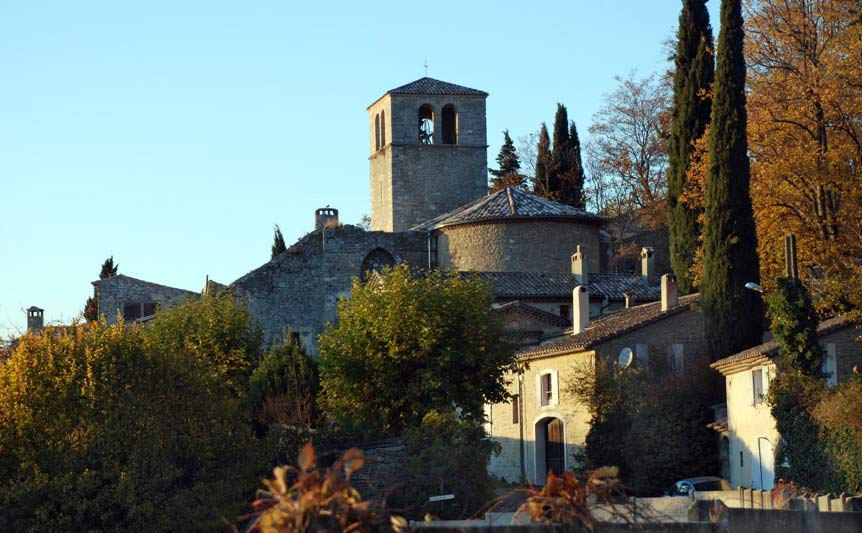
Vue en arrivant par le sud de Châteauneuf
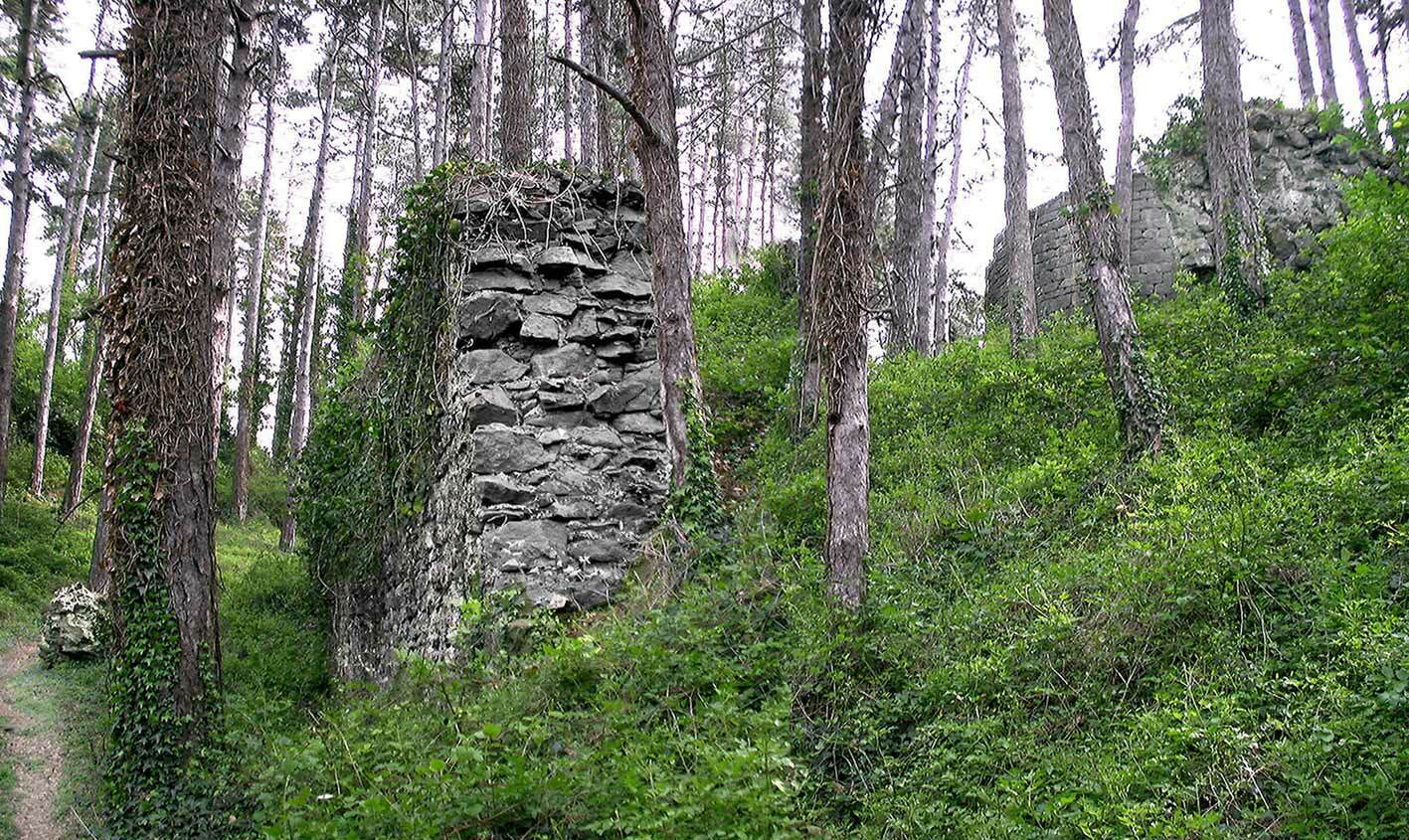
Vestiges du Mur et d'une tour
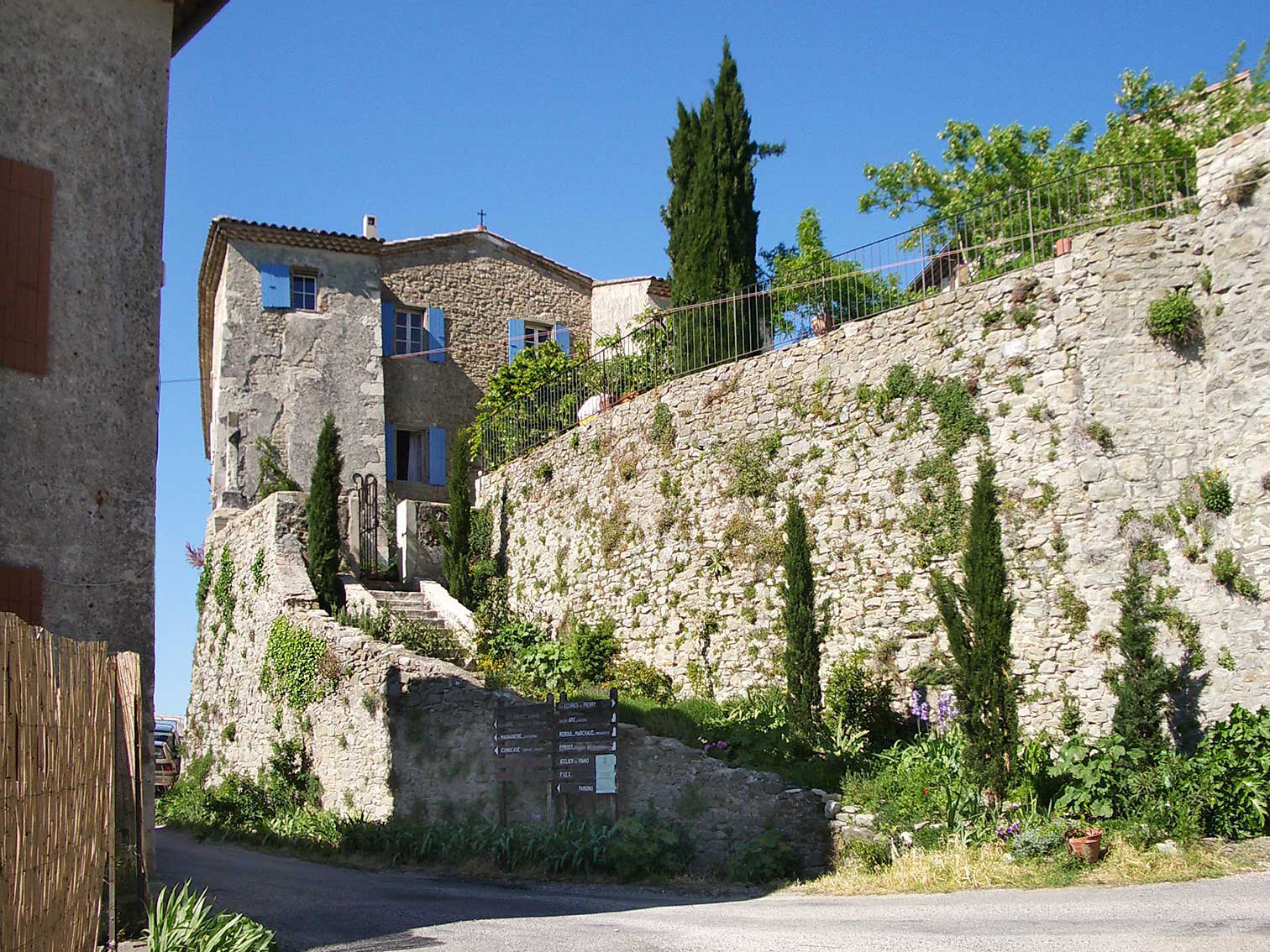
Protection de l’entrée dans Châteauneuf

### Fortifications
Le village ceint de murailles n'était pas une place forte à proprement parler, et n'avait aucune garnison. Actuellement on trouve encore des restes des murs d'enceinte ainsi que des vestiges du château (soubassements).
Les trois portes de l'enceinte existent encore :
- Côté Nord : la Porte Neuve ou Porte de Bise. Elle ne présente plus qu'un seul jambage avec la naissance d'un arc et les vestiges de l'ancien rempart.
- Vers l'ouest, en bas du bourg et tournée vers la plaine :  la Porte du Tour dite aussi Porte des Marchands. Il n'en reste qu'un bâtiment construit en dessous du grand chemin qui fait le tour des murs jusqu'à la porte Neuve.
- Côté Sud, en direction du hameau de La Bégude : la Porte de l'Église ou de l'Aumône, parfaitement conservée, près de laquelle est bâtie l’église Saint-Pierre-aux-Liens.

On peut encore voir le beffroi, des façades ou des éléments de façade médiévaux (fenêtres, encadrements de porte) mais la majorité des éléments conservés datent du XVIIIe siècle. Les habitants de l'époque, ne voulant plus vivre dans l'inconfort de leurs ancêtres, ont transformé ou rebâti leurs maisons sur les emplacements anciens.	

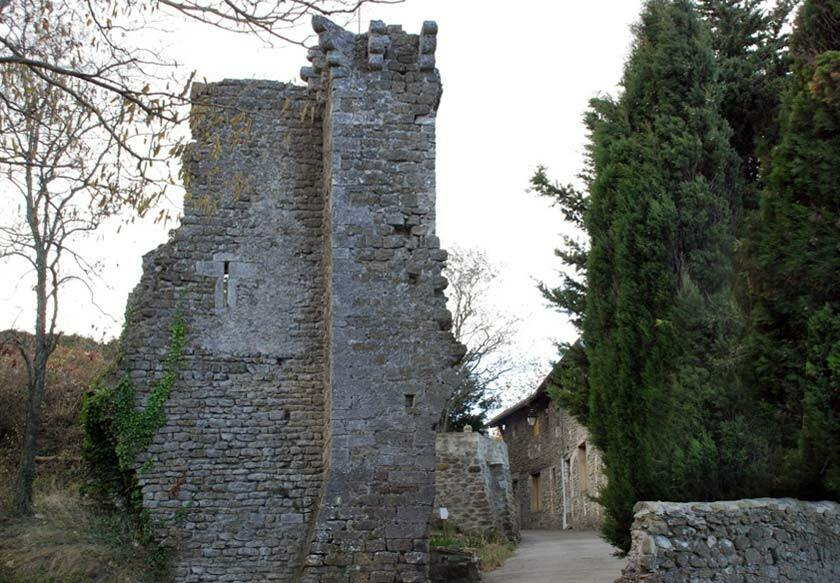
La Porte neuve ou Porte de bise.
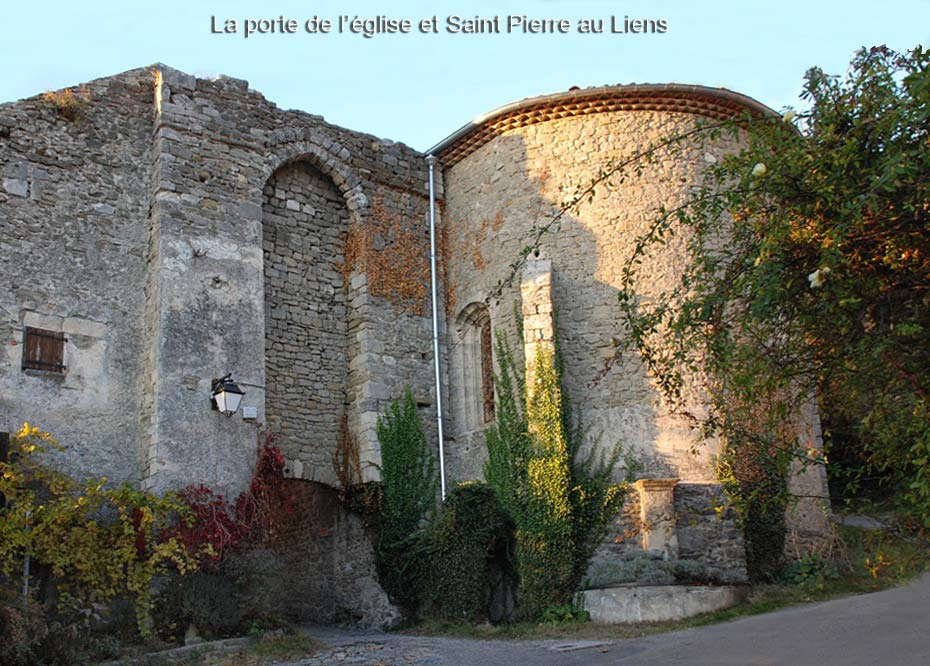
La Porte de l'Église ou Porte sud.
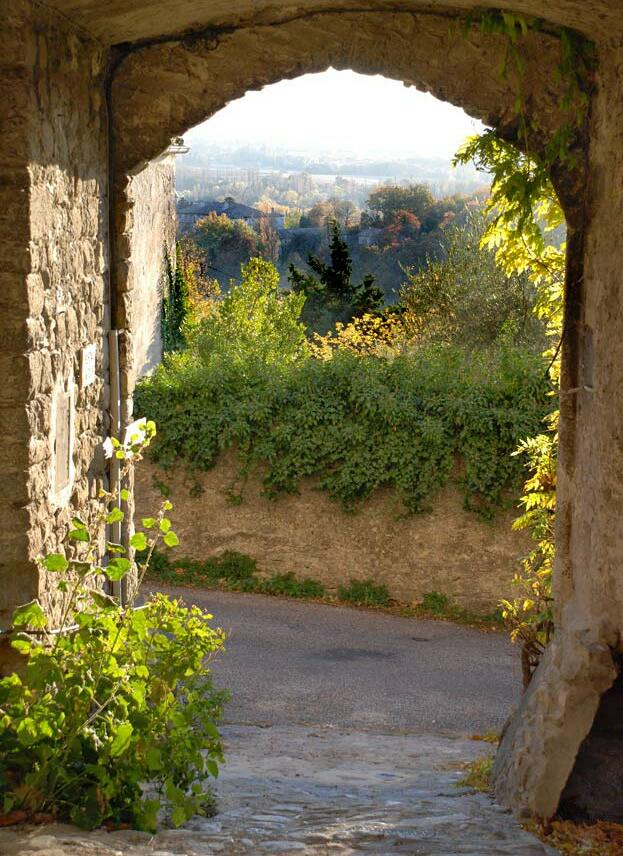
Porte du tour.
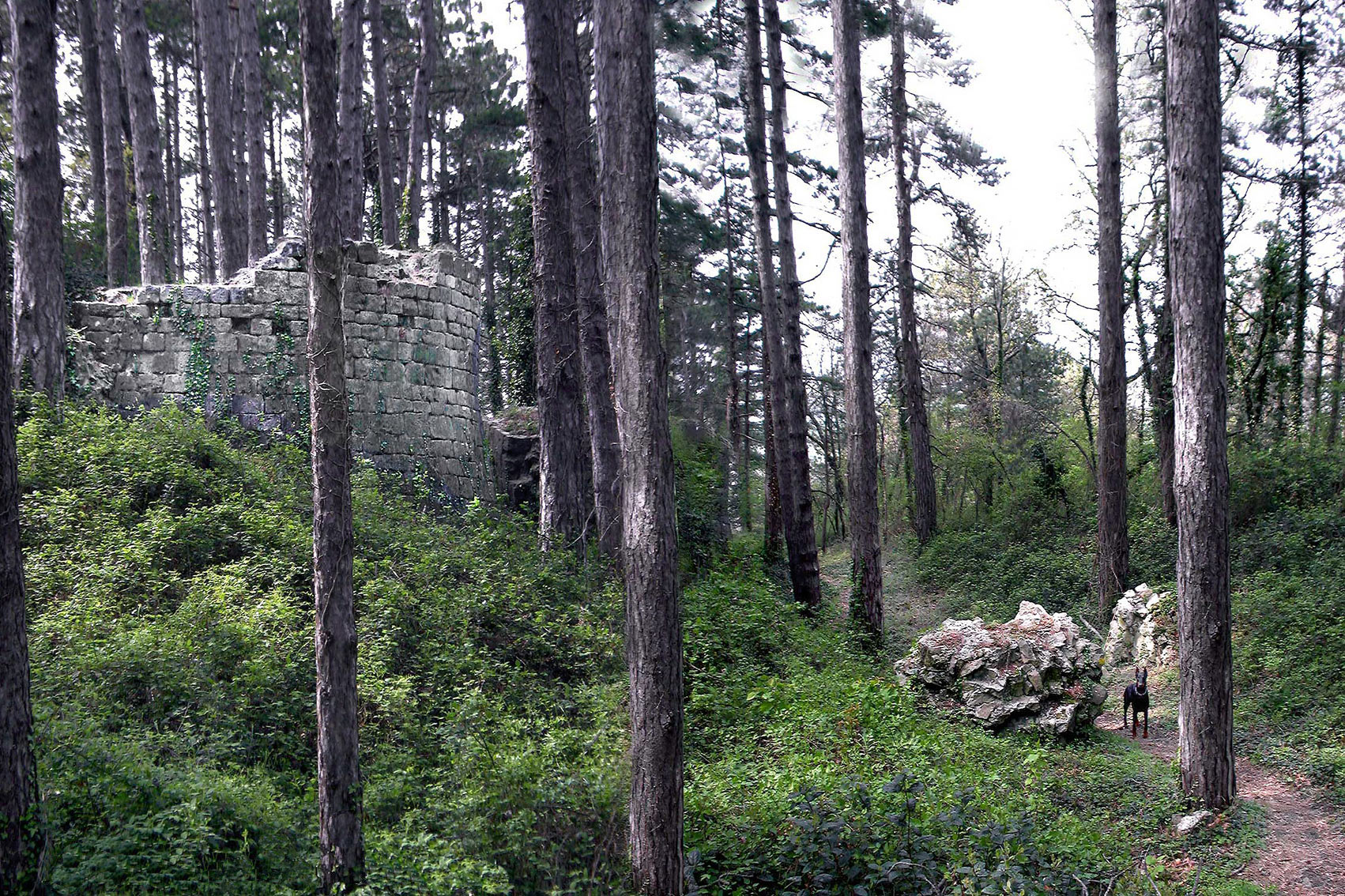
Restes d’une tour du château.

### Ruelles et maisons du village
Châteauneuf a gardé son atmosphère médiévale avec sa grand’rue tortueuse, ses rues traversantes raides, souvent coupées de marches, et quelques soustets (passages couverts sous les maisons).

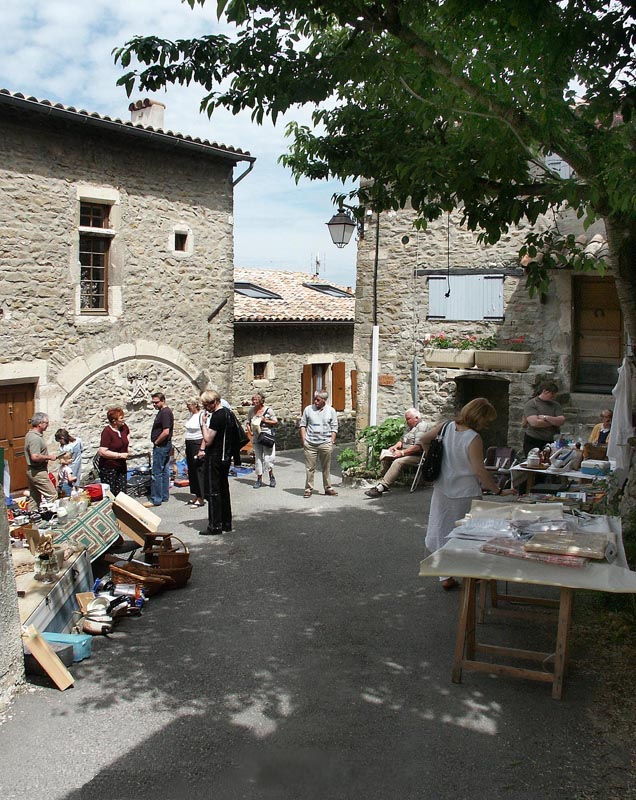
La place du sel
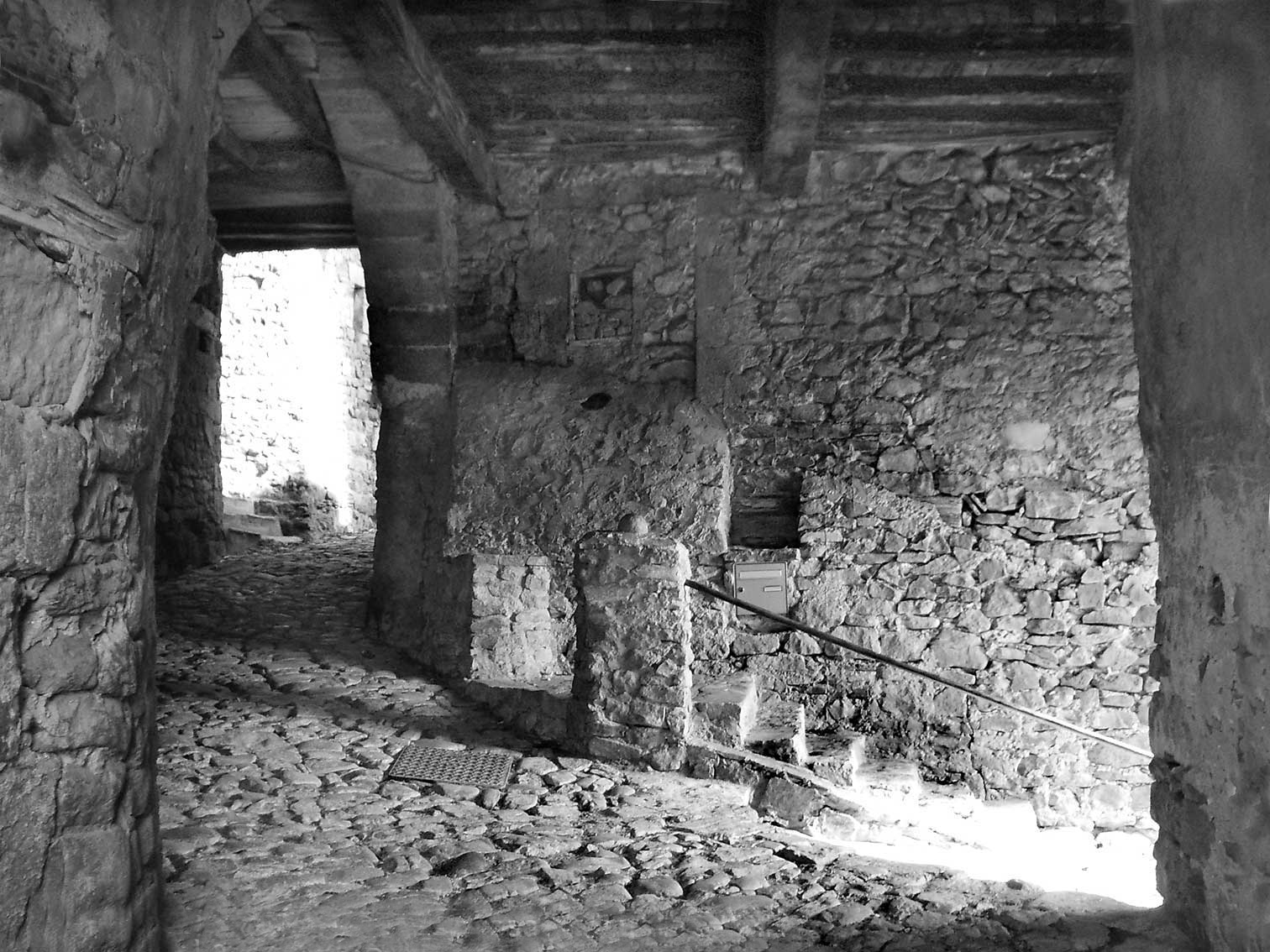
Passage de la Grand'Rue sous le FIEF
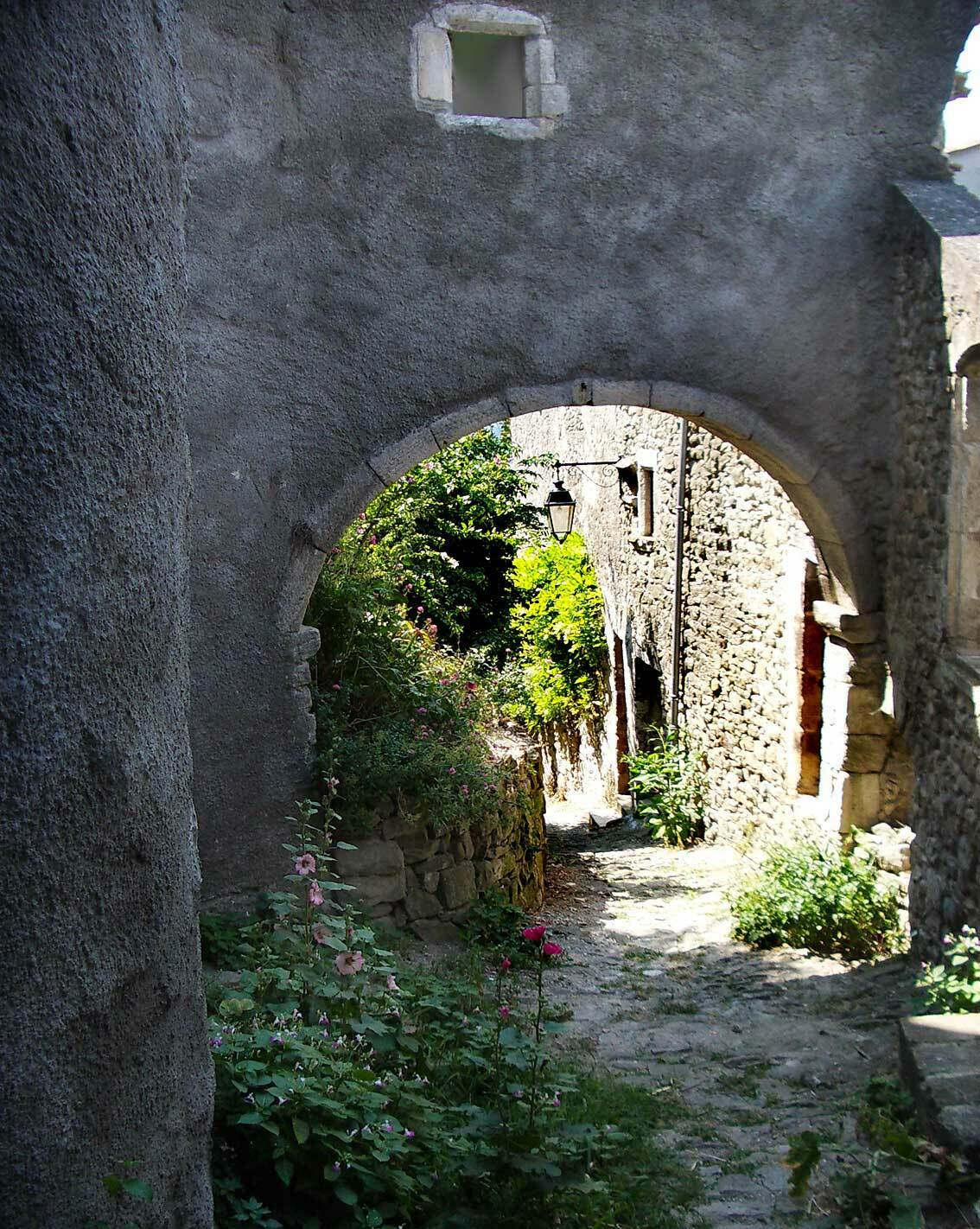
La calade des artistes en descendant
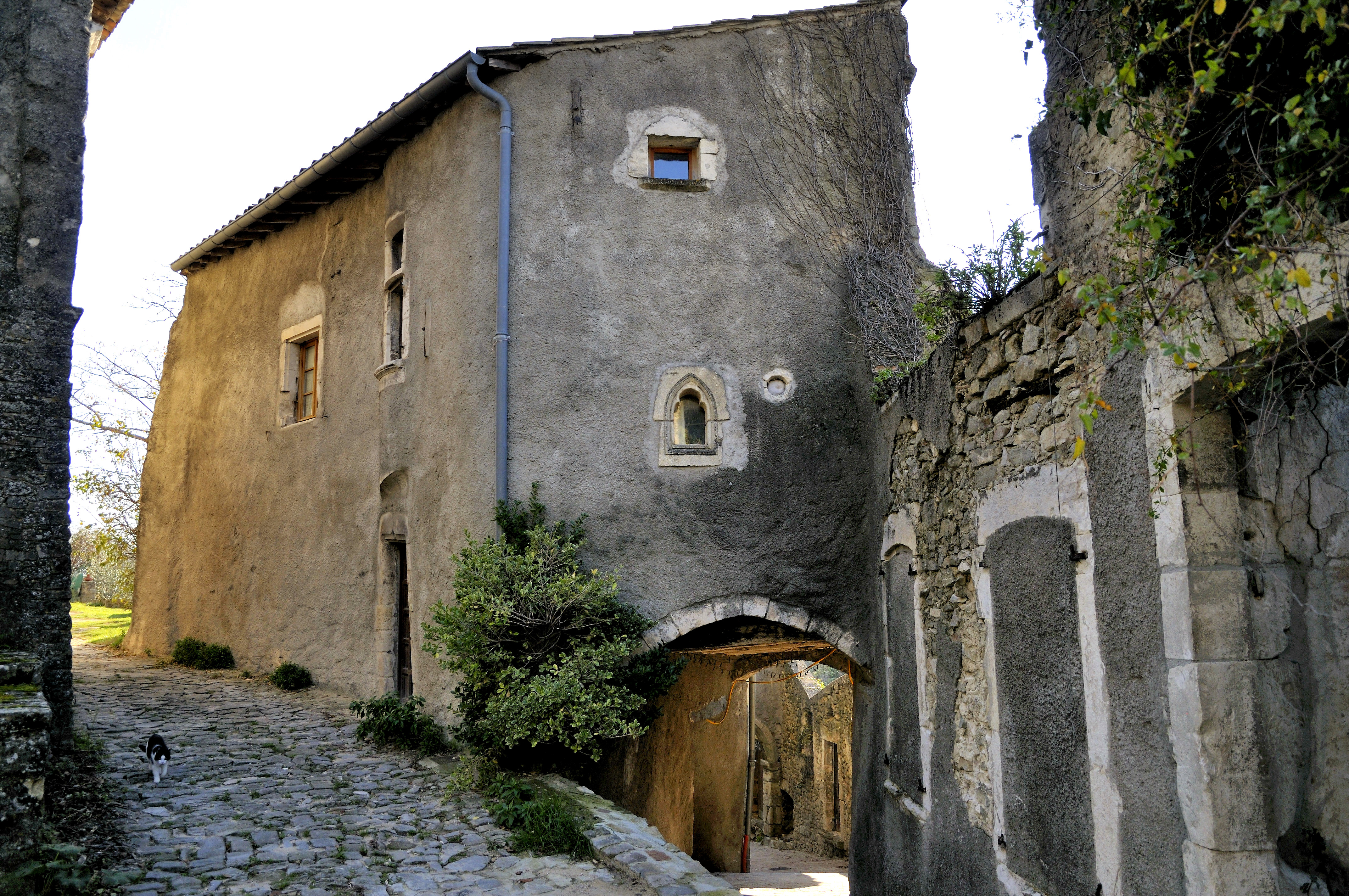
Ruelle pavée
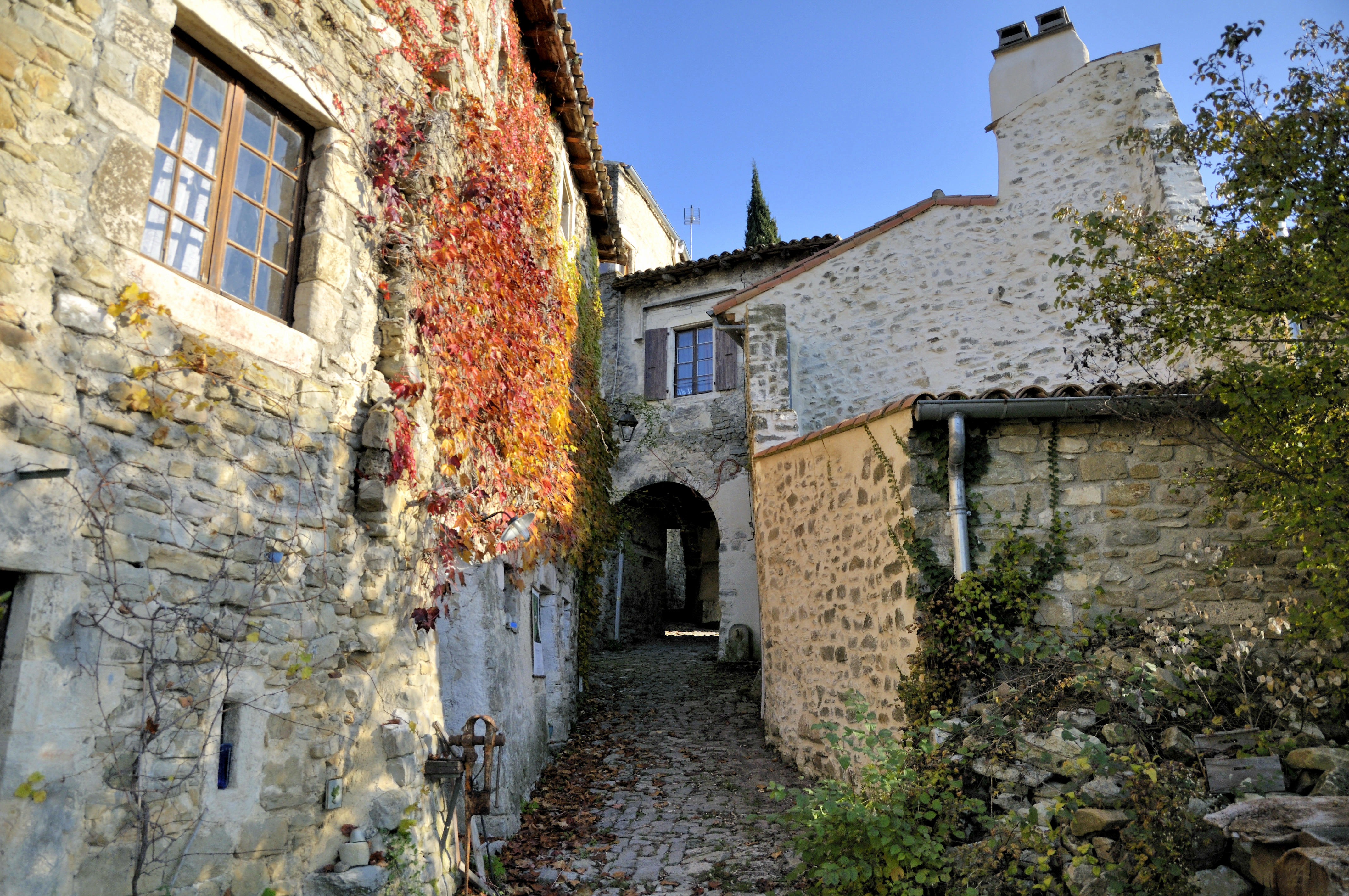
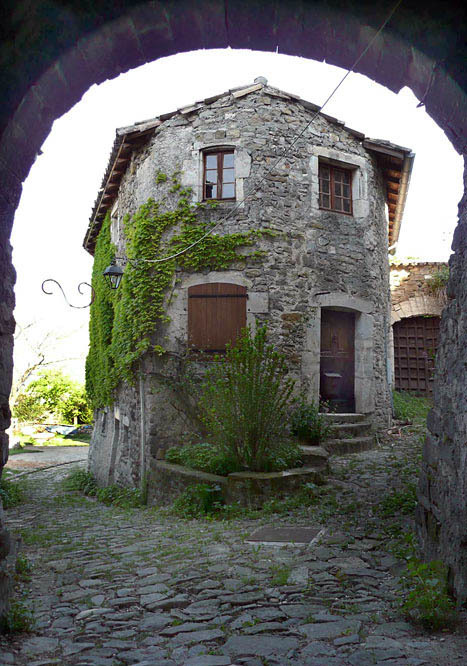
Ruelle et vieille maison
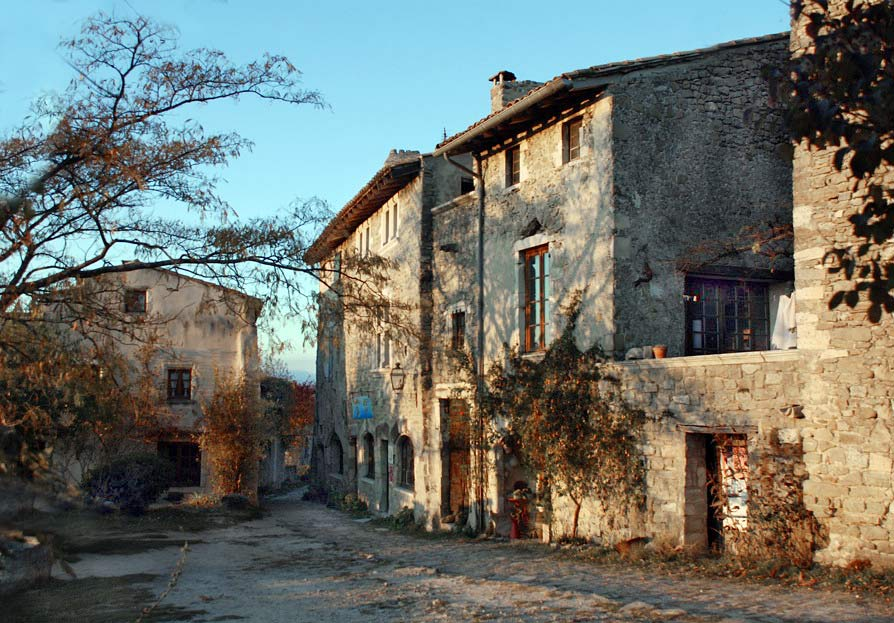
La Grand'Rue
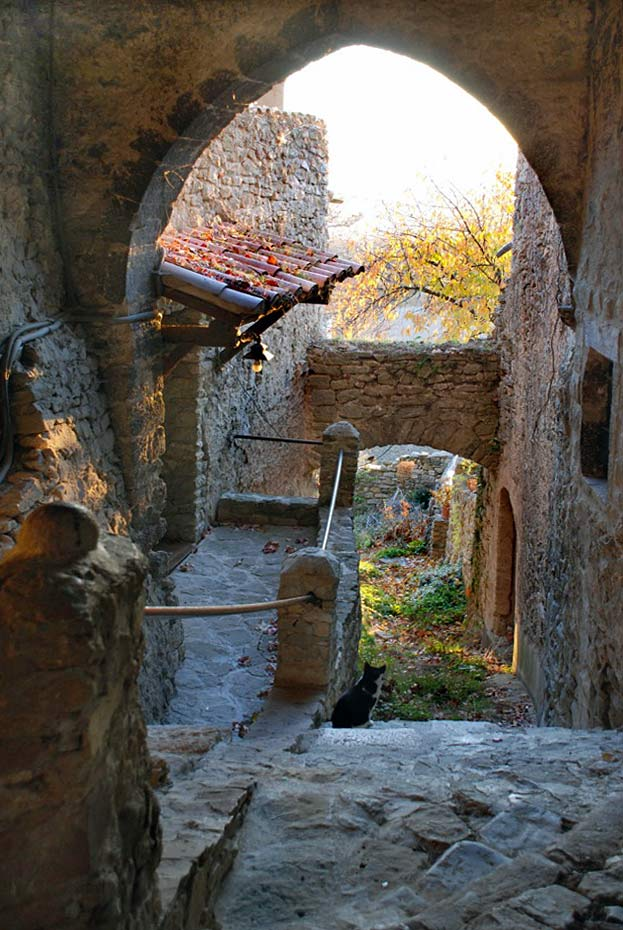
Ruelle de La Draille aux Chèvres

### Église Saint-Pierre-aux-Liens
L'église Saint-Pierre-aux-liens est située vers la porte Sud de Châteauneuf.
- Fin du XIVe siècle, pendant la Guerre de Cent Ans : la première église est rasée par les troupes de Raymond de Turenne.
- Début du XVe siècle : construction de la nouvelle église (style roman).
- Il y avait trois chapelles dans cette église, probablement les niches dans le mur Est. En 1533, deux de ces chapelles sont arrantées (mises en gérance) à messire Jehan de Saint-Ferréol comme recteur, pour trois années (maître Marcheyer). La famille de Saint-Ferréol possède une maison forte appelée Château du Mas, actuel Château Loubet.
- Le dallage actuel, réalisé vers 1875, recouvre probablement l'ancien dallage du XVIIIe siècle.

La visite épiscopale effectuée le 2 octobre 1664 par Mgr Daniel de Cosnac, évêque de Valence et de Die nous donne de précieux renseignements :
- En premier lieu, ce document permet d’attribuer le patronage des trois chapelles à l’est de l’église. La plus au nord à saint Louis, dont l’autel est sans ornement à cause de l’humidité. Celle du centre à saint Jean-Baptiste et celle plus au sud à saint Étienne.
- L’église abrite aussi (d’une manière plus symbolique que physique) les chapelles disséminées dans la paroisse et qui se trouvent en ruine ou sans bâtiment bien précis : Saint-Barthélemy (du château-fort en haut de la colline), Saint-Sébastien-et-Sainte-Catherine, Saint-Blaise-et-Saint-Antoine. Il est aussi fait mention dans le village d’une chapelle Saint-Pierre qui est à moitié ruinée (aujourd’hui disparue).
  - À la suite de l'achat par Jean Lagier (Maître Fauchier) de la propriété de la Paillette, celui-ci devient « propriétaire » de la chapelle Saint-Jean-Baptiste devant laquelle il se fera inhumer en 1713.
  - Au fil du temps, les patronages ont dû changer.

À l'origine, l'accès principal à cette église se faisait par la placette située au nord (voir les vestiges et traces de cet ancien portail dont la forme est typique du XVe siècle). La porte actuelle a été réalisée au XIXe siècle, vraisemblablement pour protéger les fidèles de la bise d'hiver. La petite porte encore en place est le vantail secondaire de l'ancien portail. Elle date du XVIIe  ou  XVIIIe siècle. Son état a nécessité son remplacement à l'identique.
La sacristie, située dans l'angle sud-est, avait une porte dans le chœur. Elle a été démolie il y a quelques années.
En 1710, il est réalisé des travaux de réparation, décrits par un acte de Me Fauchier : blanchiment des voûtes et du chœur, grésage des arcs en pierre, réfection de la toiture. La lecture de cet acte permet de supposer que l’édification du maître-autel et de la table de communion en fer forgé ont été réalisés ultérieurement.
Le maître-autel date probablement de la première moitié  du XVIIIe siècle. Il s'est inspiré, avec ses colonnes torses, de celui qui mis en place par Mansart à l’Hôtel des Invalides à Paris à la fin du XVIIe siècle, lui-même inspiré de l’autel de la basilique Saint-Pierre du Vatican réalisé sous la direction de l’architecte Le Bernin. Le tableau représente une adoration des Mages. Ce type d’autel était apprécié à cette époque. Par mesure d’économie, les colonnes sont en plâtre et le corps de l’autel est en bois peint en faux marbre.
Les confessionnaux et les autels secondaires ont été réalisés au XIXe siècle, déposés lors de la confection du dallage de 1875, et reposés (voir les encoches dans les voûtes pour les réinstaller).
En 1875, un nouveau dallage a été mis en place sur l’ancien, ce qui explique les fausses marches du chœur et celles vers l’ancienne porte d’entrée. La porte actuelle pourrait avoir été réalisée en même temps.

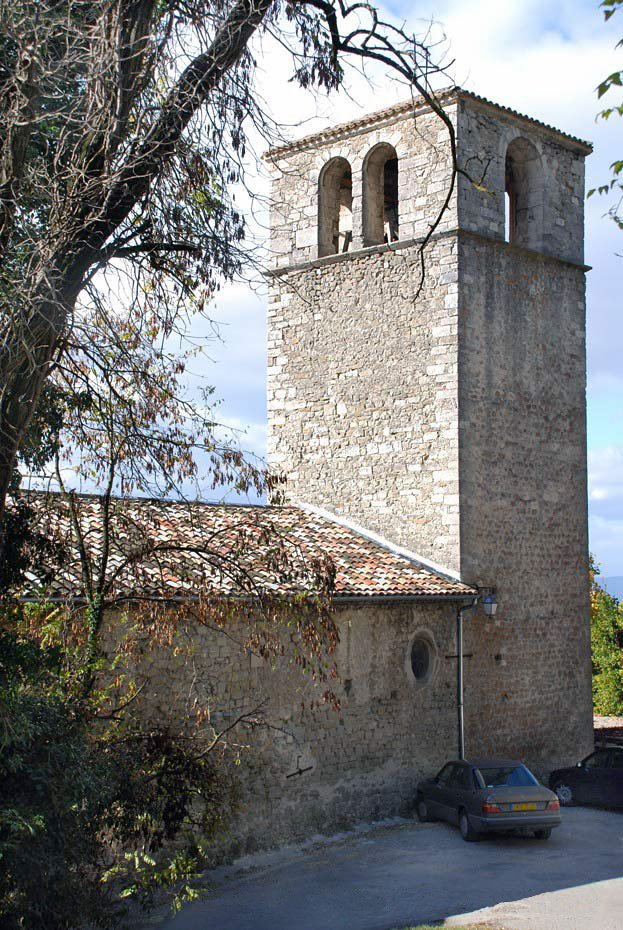
Clocher de la chapelle
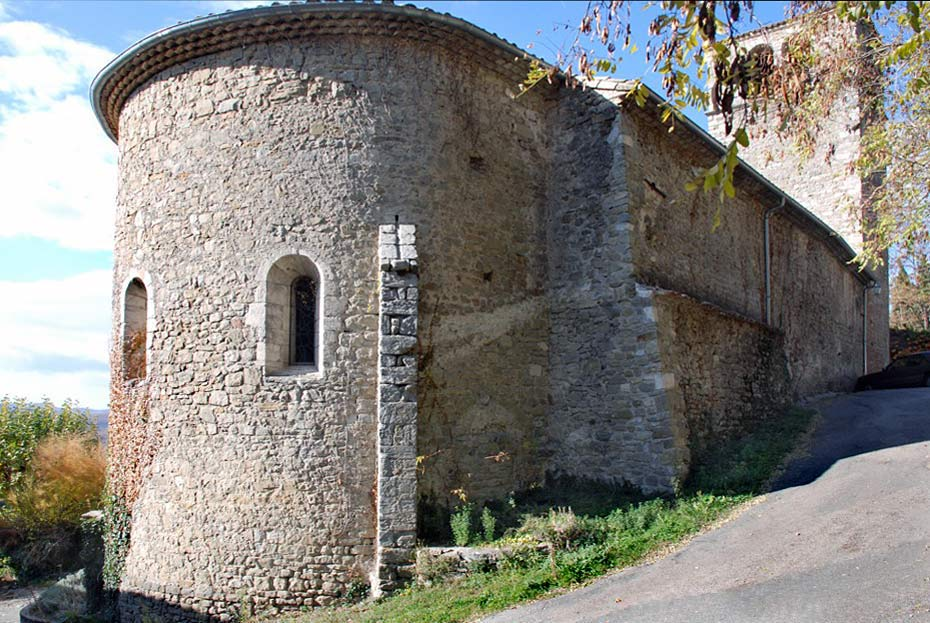
Abside de la chapelle
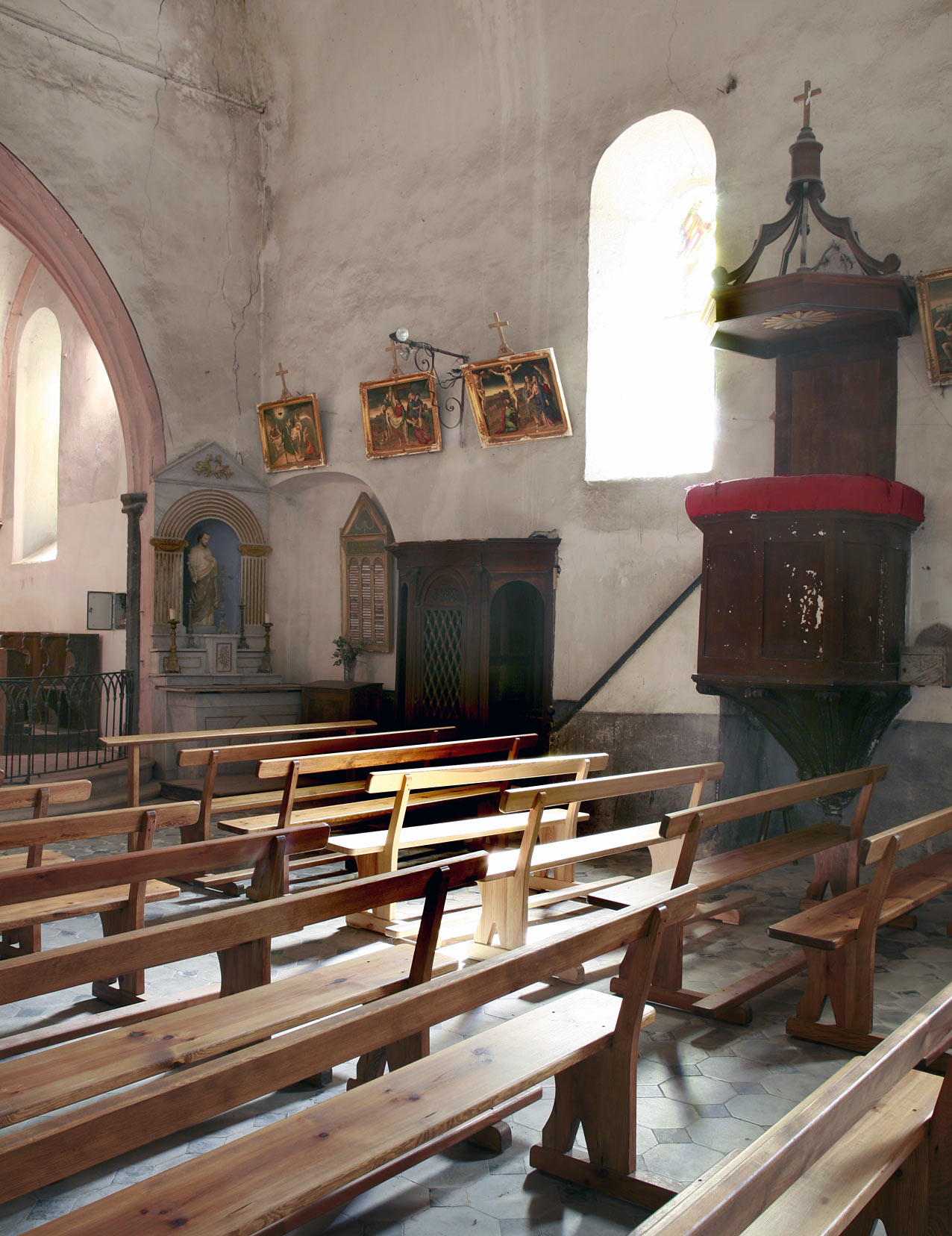
Intérieur de la chapelle
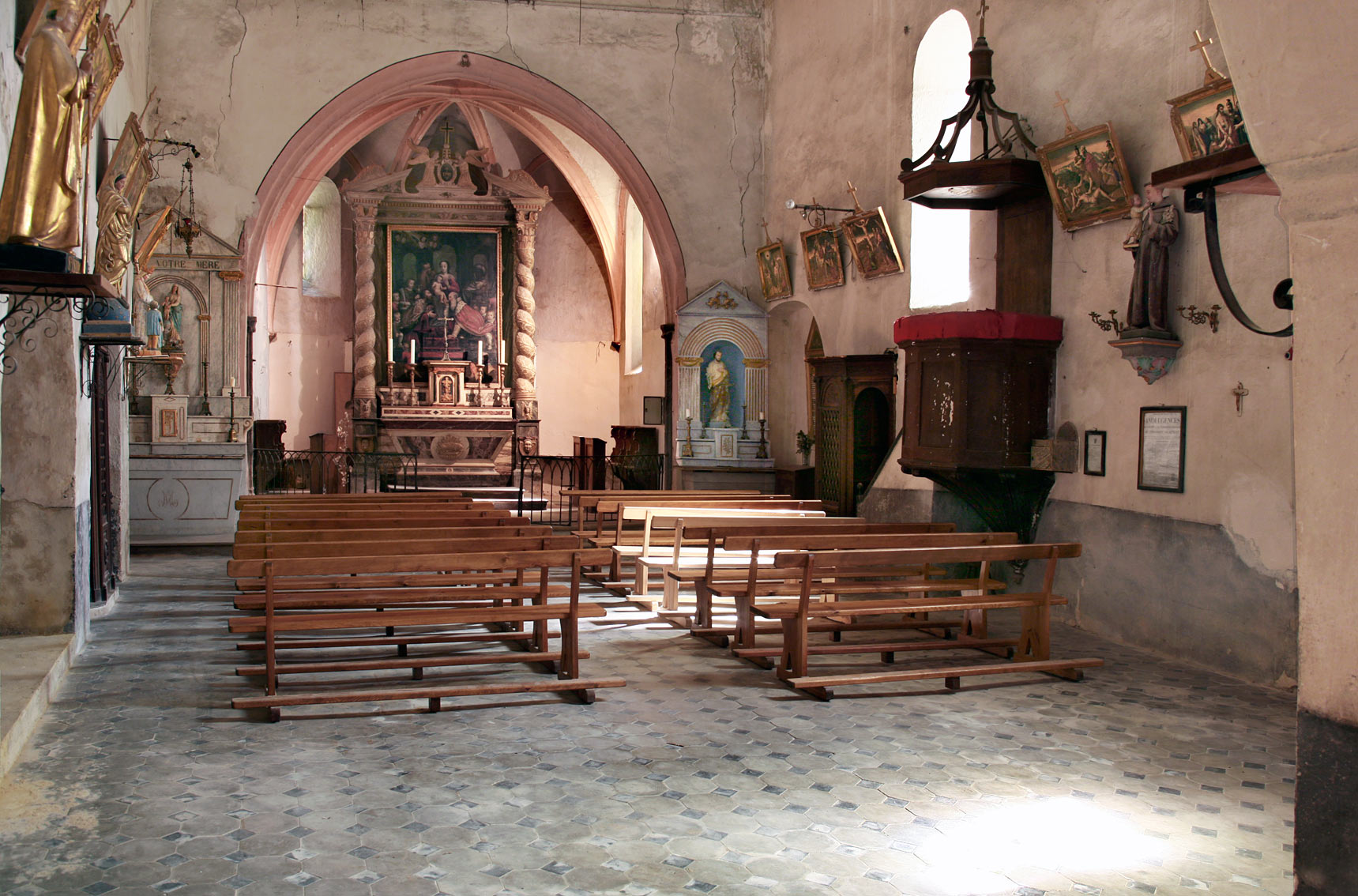
Vue prise en entrant dans la chapelle

### Chapelle Notre-Dame-du-Mont-Carmel

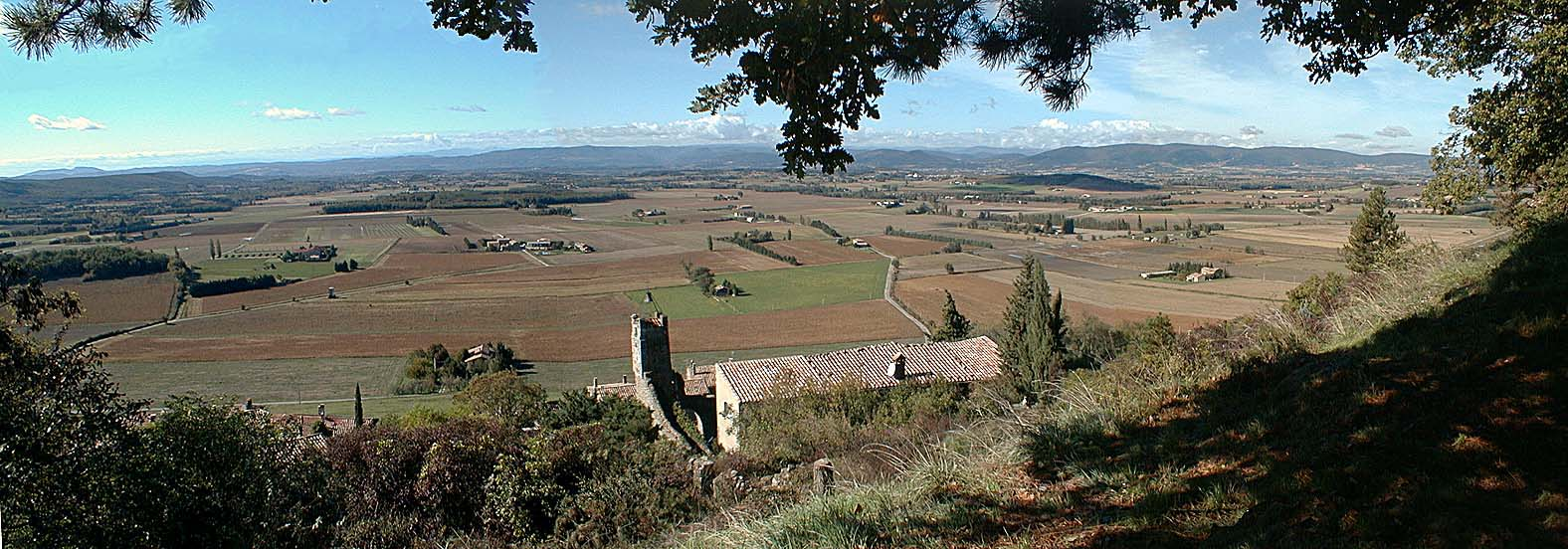
Panorama sur la vallée du Rhône.

Au sommet de la colline se trouvent le vieux cimetière et la chapelle romane Notre-Dame-de-Mont-Carmel du XIIe siècle (anciennement « Notre Dame de Martolet »). Cette chapelle est l’un des plus vieux monuments de Châteauneuf. Aucun document ne permet d'établir l'histoire de cette chapelle.
En 1664, lors d'une visite épiscopale, Mgr Daniel de Cosnac (évêque de Valence et de Die), constatant que cette chapelle n'avait aucun desservant ni revenus, fixa un délai de trois mois pour trouver un commanditaire avant de la raser. Étant encore debout aujourd'hui, on peut supposer qu'une « bonne âme » s'était alors déclarée, ou que les injonctions de l'évêque n'étaient pas toujours suivies d'effet.
Cette chapelle fut pillée et en partie démolie. Elle a toujours été reconstruite. Elle faisait partie de l’arsenal défensif de l’ensemble du château en qualité de refuge, aux heures des grands affrontements. Cela explique son aspect de chapelle forteresse : murs très épais (jusqu'à deux mètres), entrée étroite, bois peu utilisé.

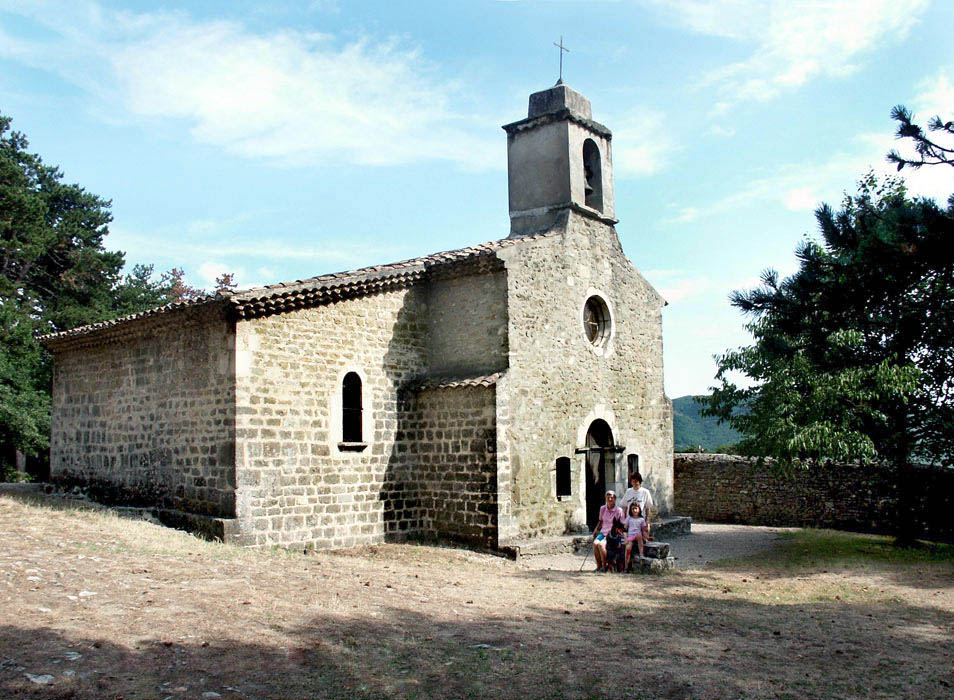
Chapelle Notre-Dame-de-Mont-Carmel
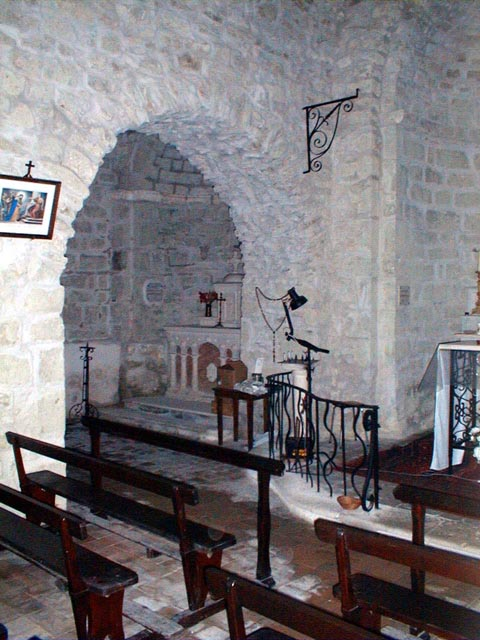
Intérieur de la Chapelle
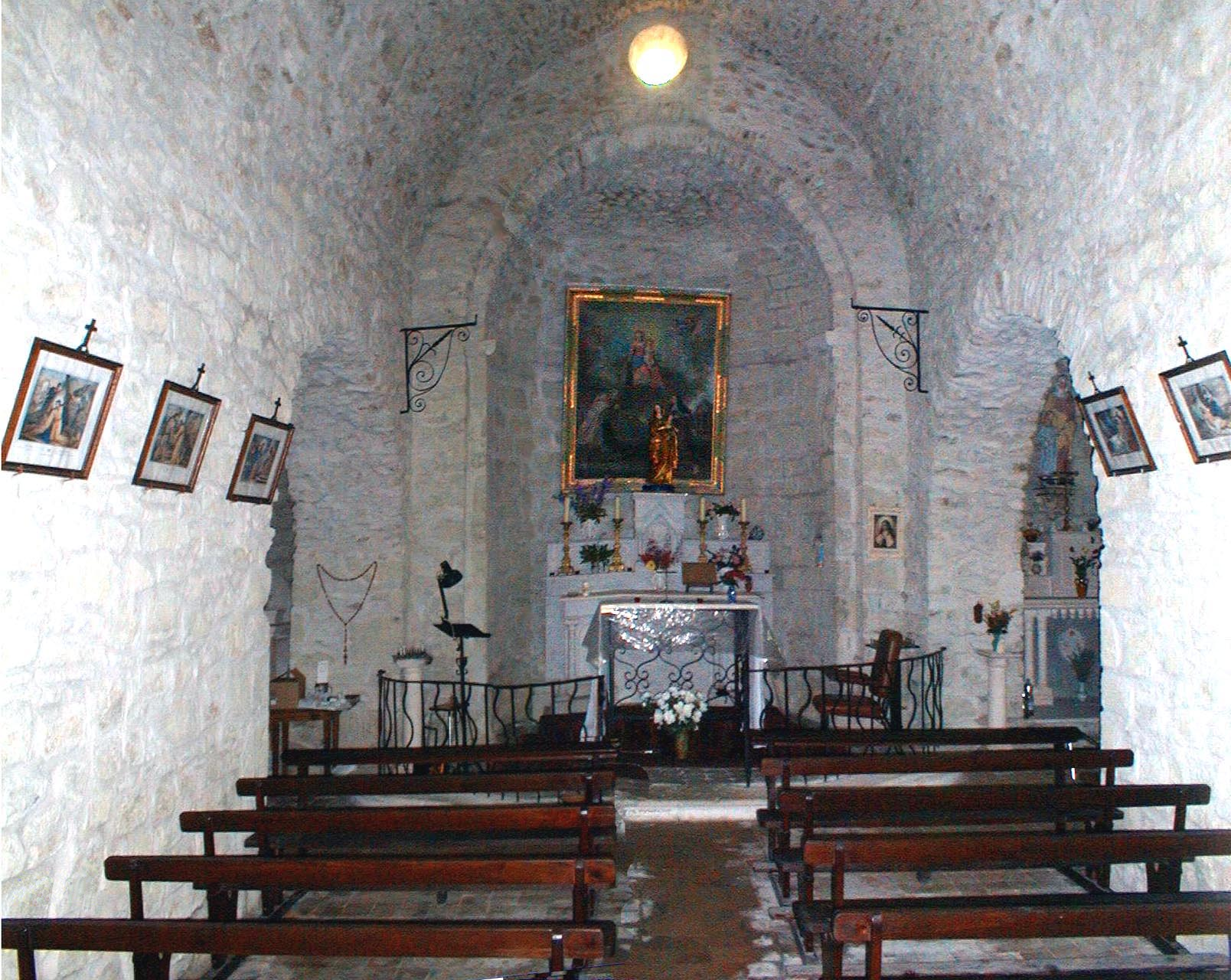
Intérieur vu depuis le porche d'entrée

### Le beffroi
Le beffroi a été construit sur les ruines de l'ancienne maison consulaire. Sa cloche date de 1746 ; elle a remplacé l'ancienne qui était fêlée. Elle servait à sonner l'heure, mais son vieux mécanisme est défaillant. Sur la face sud du beffroi, on peut voir les traces d'un ancien cadran solaire.

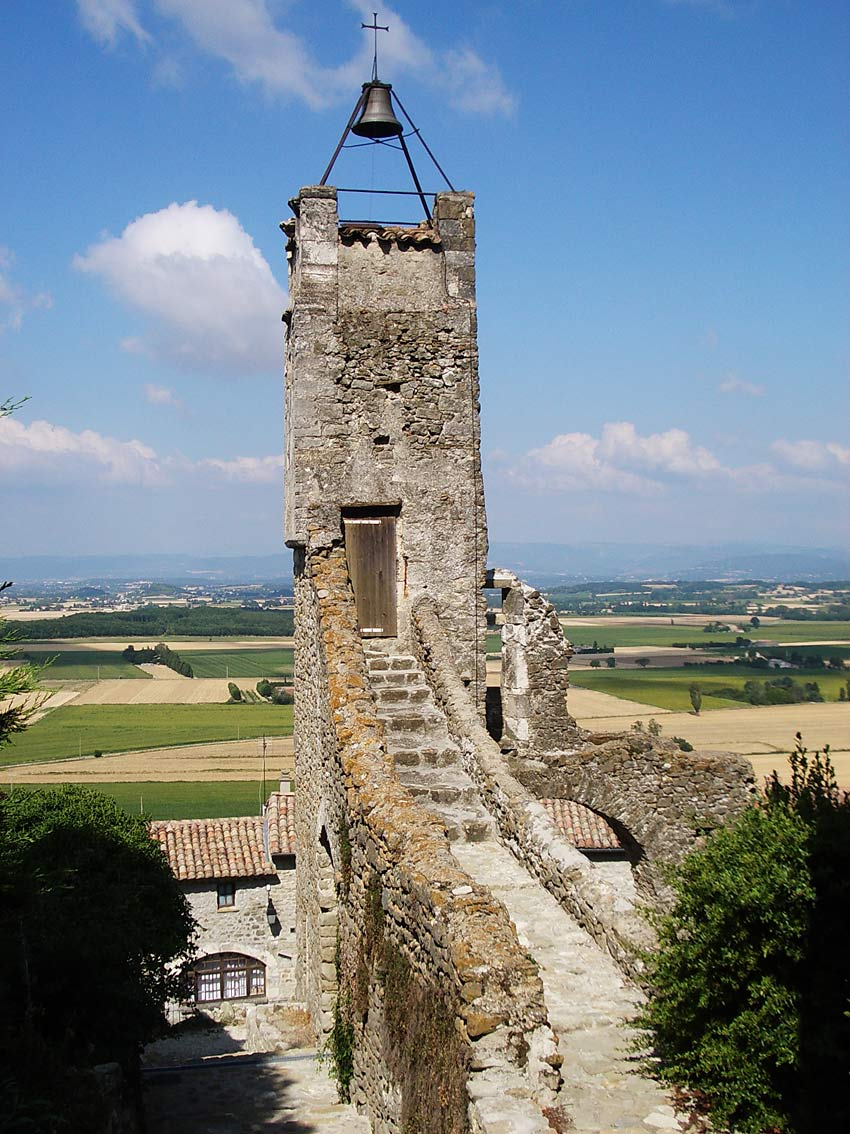
Le beffroi du chemin de Mt Carmel.
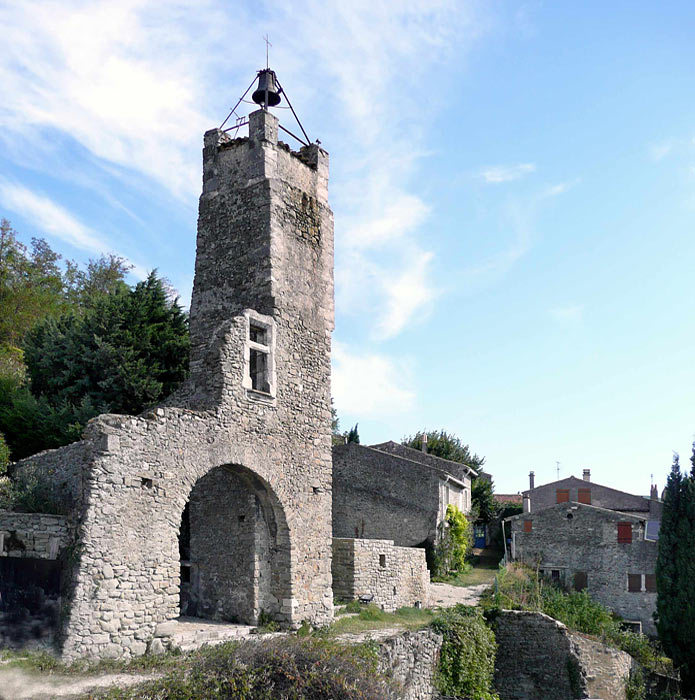
Les maisons au pied du beffroi.
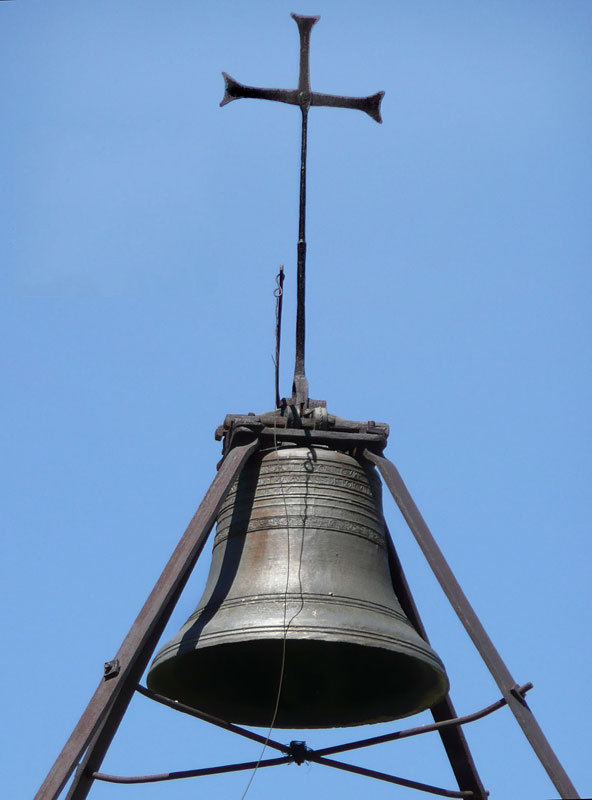
La cloche du beffroi (1746).
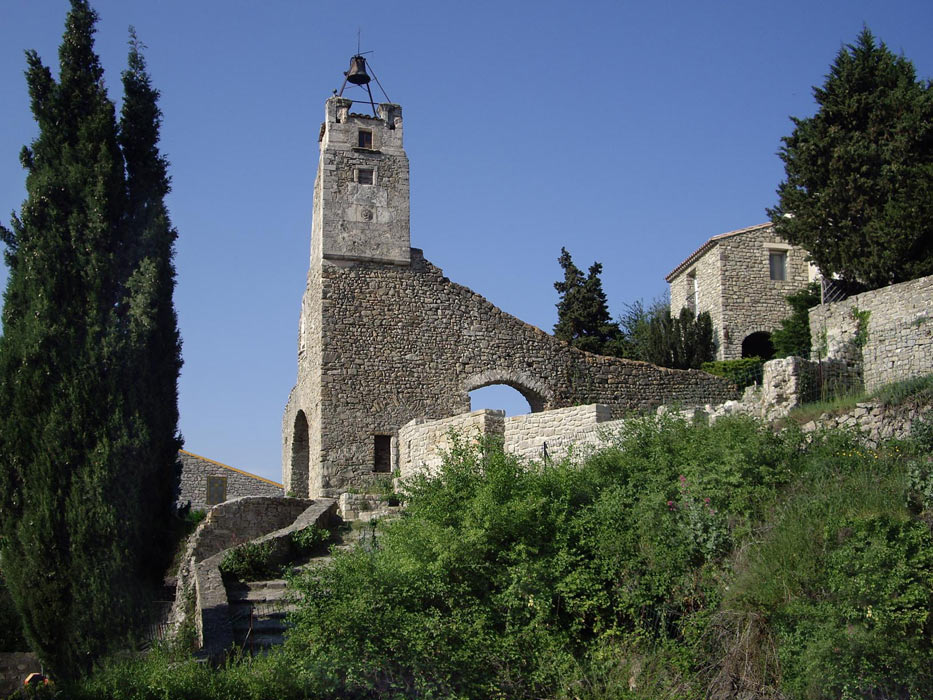
Le beffroi de Châteauneuf de Mazenc vu d'en bas.
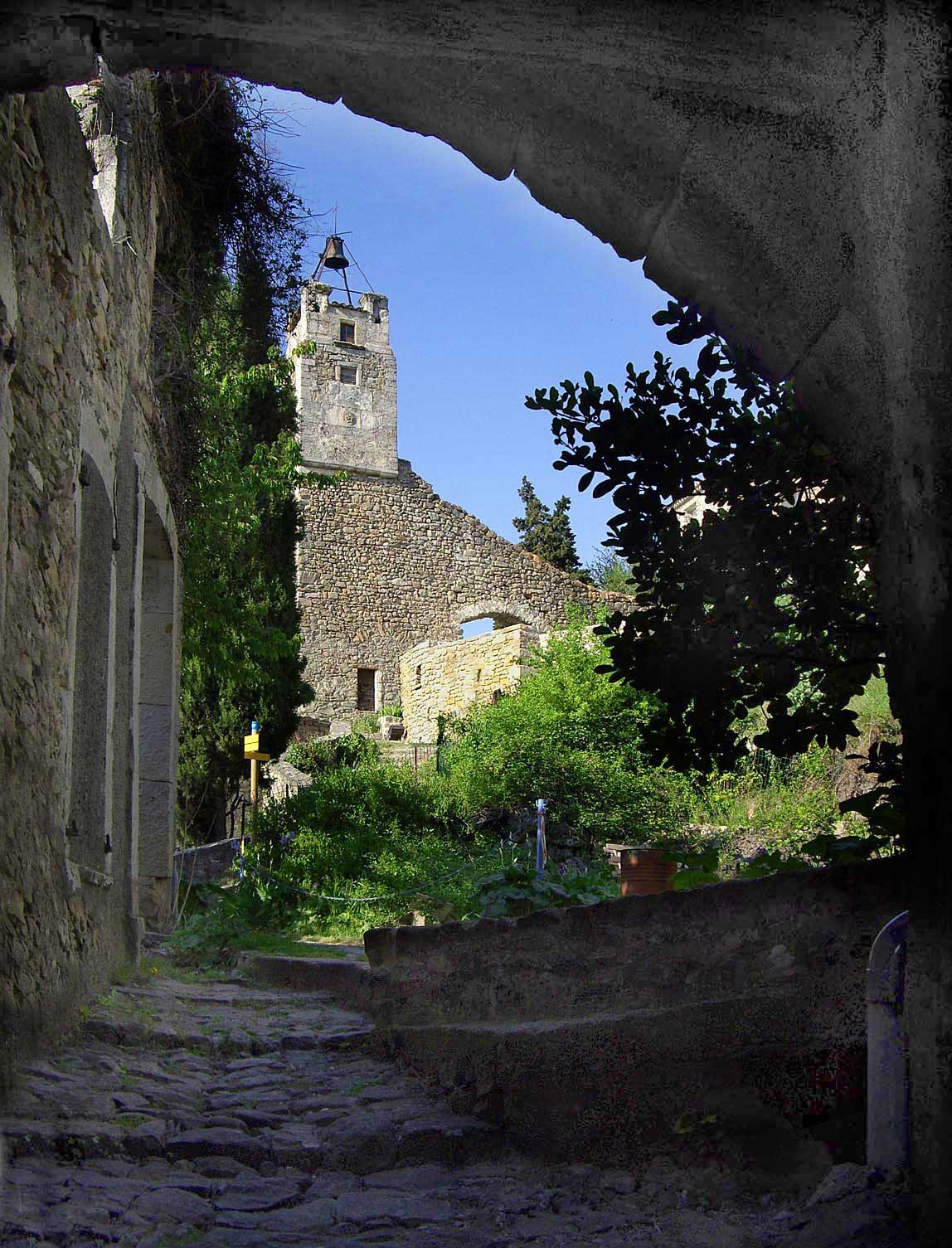
Ruelle montant vers le beffroi.
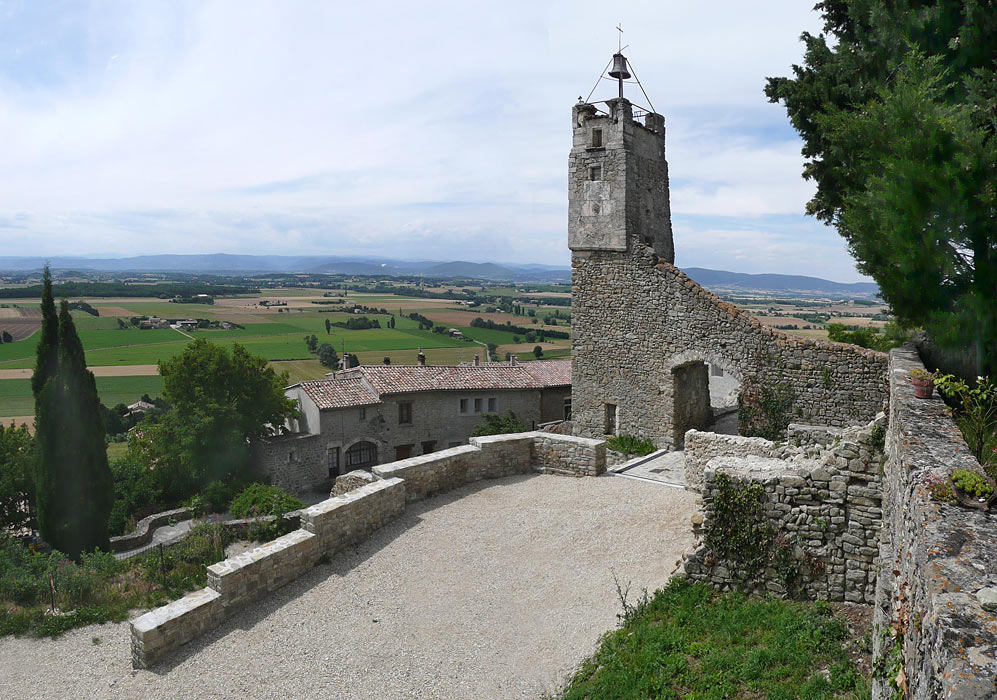
Vu d'en haut et vu sur la vallée.

### L'école
Des graffitis aux murs et des douilles sous les dalles du cloître laissent supposer que l'école servit de cantonnement militaire en 1920. 
En 1961, Louis Becquart, industriel à la retraite, acquit l'école du village pour en faire un lieu de villégiature.

## Histoire postale
En 1843, un bureau de poste (distribution) est ouvert à Châteauneuf-de-Mazenc.
En 1845, Il est classé bureau de direction.
Dans ce cadre, il a bénéficié en 1852 d'un cachet d’oblitération par losange petits chiffres numéro 784, puis, en 1862, d’un cachet gros chiffres numéro 935.
Par la suite, le service postal a été assuré par La Bégude-de-Mazenc.

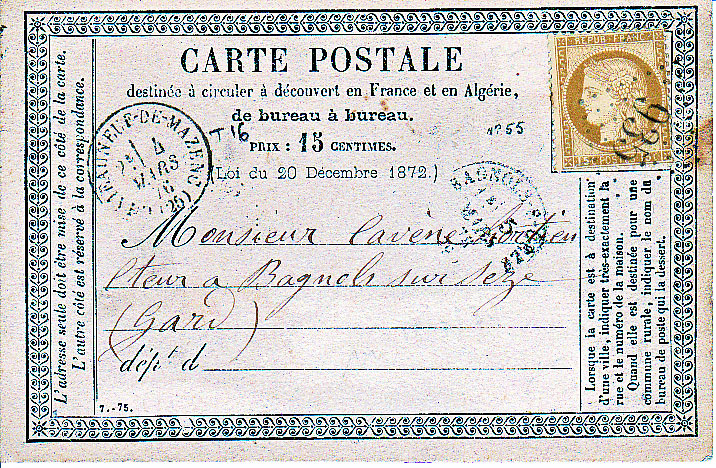
Carte expédiée en 1876 de Châteauneuf-de-Mazenc.
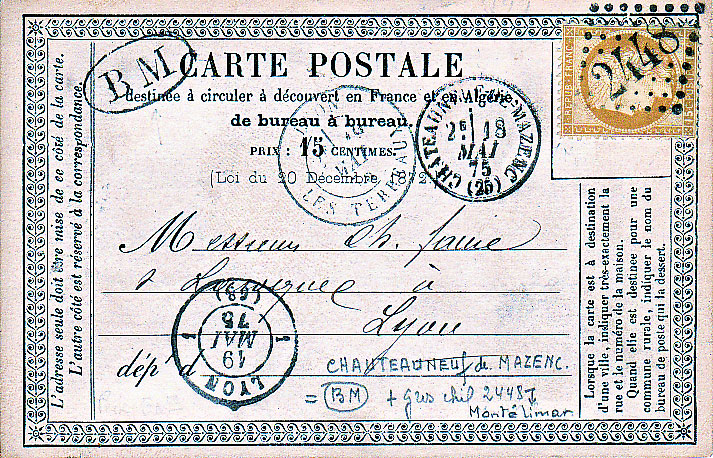
Carte postale en 1875 de Châteauneuf-de-Mazenc.
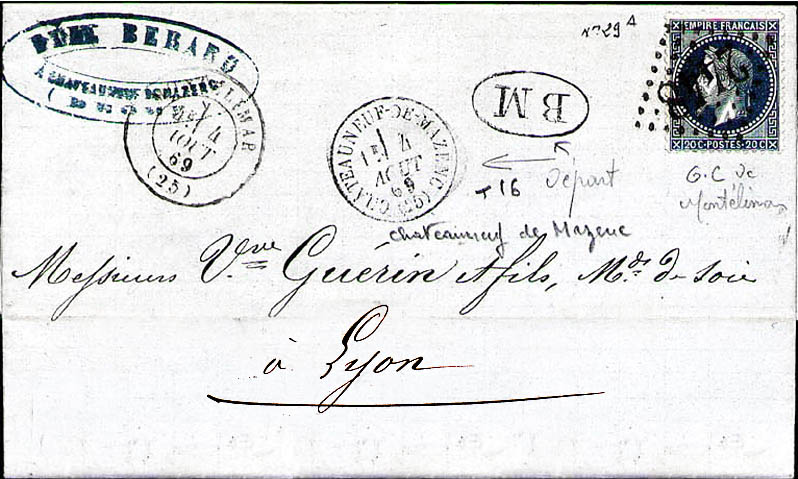
Enveloppe expédiée en 1869 de Châteauneuf-de-Mazenc.